# 武仙座V822
武仙座V822，又名BD+13 3787，HD 174853、SAO 104196、HR 7109，是武仙座的一颗恒星，视星等为6.14，位于銀經45.48，銀緯6.19，其B1900.0坐标为赤經18h 47m 26.8s，赤緯+13° 6.19′ 45″。